# 刘少奇在开封陈列馆
刘少奇在开封陈列馆是位于河南省开封市北土街10号的一处历史建筑，为原中国国家主席刘少奇逝世的地点，2000年9月被列为河南省文物保护单位。

## 历史
该建筑始建于1928年，曾为同合裕银号的一所分号。1933年银号倒闭，建筑成为河南省银行所在地。日占时期，在此建筑设立开封市政府。日本投降后仍属河南省银行。中华人民共和国成立后，该建筑再次成为市政府驻地，为开封市人民政府1号楼。文化大革命期间，中华人民共和国主席刘少奇遭受打击，被罢免党内外一切职务并开除党籍，于1969年10月17日在重病中被秘密押送至此，并于1969年11月12日在此逝世。1992年4月，刘少奇逝世处成为开封市重点文物保护单位。1993年8月，中共开封市委将刘少奇逝世处辟为刘少奇在开封陈列馆，并对建筑按原貌进行整修。1994年11月12日，陈列馆建成开放。2000年9月，刘少奇逝世处被列为河南省文物保护单位。

## 建筑
建筑共有两进院落，均为面阔三间的三层楼房。其中头进院进深三间，后进院进深一间。前后院有廊房相连，并有一近50平方米的天井。